# Годения
Годе́ния, Годэ́ния, или Гауди́ния (лат. Gaudínia) — род травянистых растений семейства Злаки (Poaceae).
Род назван в честь швейцарского ботаника Жана Франсуа Годена.
Иногда включают в состав рода Trisetaria.

## Описание
Однолетние травянистые растения, 15—50 см высотой. Стебли прямостоячие. Листья плоские, линейные, 1,5—4 мм шириной; влагалища почти до основания расщепленные; язычки перепончатые.
Общее соцветие — двурядный сложный колос, 4—15 см длиной. Колоски сидячие, 8—12 мм длиной, 3—6-цветковые, цветки обоеполые (верхний в колоске недоразвитый). Колосковые чешуи кожистые, островатые, неодинаковые: нижняя — широколанцетная, с 3—5 жилками; верхняя — почти в 2 раза длиннее, 6—8 мм длиной, ланцетно-линейная, с 7—11 жилками. Нижние цветковые чешуи ланцетные или линейно-ланцетные, 7—9 мм длиной, кожистые, по краю перепончатые, острые, слабо килеватые, с 4—5 жилками, на спинке с изогнутой и извилистой остью 6—13 мм длиной. Верхние цветковые чешуи немного короче нижних, почти целиком перепончатые, на верхушке двузубчатые, с 2 килями. Каллус короткий, тупой. Цветковые плёнки двулопастные, в числе 2. Тычинок 3, пыльники 4—6 мм длиной; завязь на верхушке коротковолосистая, рыльца перистые. Зерновка 2,6—3,6 мм длиной, без желобка, на верхушке с легко опадающим придатком, рубчик овальный.

## Виды
Род включает 5 видов:
- Gaudinia coarctata (Link) T.Durand & Schinz (1894)
- Gaudinia fragilis (L.) P.Beauv. (1812) — Годения ломкаяtypus
- Gaudinia hispanica Stace & T.G.Tutin (1978)
- Gaudinia maroccana Trab. ex Pit. (1912)
- Gaudinia valdesii Romero Zarco (1996)